# Lógica paraconsistente
Em lógica, entende-se por lógica paraconsistente um sistema formal no qual se podem verificar, de modo controlado, exceções ao princípio da não contradição, isto é, no qual podem se apresentar contradições sem que, com isso, seja possível derivar uma proposição qualquer, dentro do sistema, evitando-se assim o princípio de explosão (em latim, ex falso [sequitur] quodlibet, 'da falsidade, [deriva] qualquer coisa'; ou ex contradictione [sequitur] quodlibet, 'da contradição, qualquer coisa [deriva]').
O termo "paraconsistente" ('além do consistente') foi cunhado em 1976, durante a Terceira Conferência Latino-americana de Lógica Matemática, pelo filósofo peruano Francisco Miró Quesada (1918-2019). Embora o debate acerca de sistemas lógicos em que ocorrem contradições remonte aos Primeiros Analíticos de Aristóteles, os primeiros autores que contribuíram para o desenvolvimento das lógicas paraconsistentes foram  Jan Łukasiewicz (1878-1956), Nicolai Alexandrovich Vasiliev (1880-1940), Ivan Orlov (1886-1936), Stanisław Jaśkowski (1906-1965) e Newton da Costa (1929-2024).
Por derrogar alguns dos princípios basilares da lógica clássica, tais como o princípio da não contradição e o princípio da explosão, a lógica paraconsistente  inclui-se entre as chamadas lógicas não clássicas, heterodoxas. Assim, segundo a lógica paraconsistente, uma sentença e a sua negação podem ser ambas verdadeiras. Além disso, ela apresenta alternativas de valores de verdade além de verdadeiro e falso - tais como indeterminado e inconsistente. Com isso, no estudo da semântica, aplica-se especialmente aos paradoxos. Por exemplo, considere-se a afirmação "o homem é cego, mas vê". Segundo a lógica clássica, o indivíduo que vê, um "não-cego", não pode ser cego; já na lógica paraconsistente, ele pode ser cego para algumas coisas e não cego, para outras.
Essa nova lógica surgiu com o reconhecimento pela comunidade científica de trabalhos do polonês Jan Łukasiewicz e do russo  Nicolai Alexandrovich Vasilév, considerados predecessores da lógica paraconsistente, também chamada lógica imaginária.
Um dos fundadores da lógica paraconsistente é o brasileiro Newton da Costa, cujas teorias são de grande importância para diversas áreas, além da matemática, filosofia, direito, computação e inteligência artificial,

## Definição
Na lógica clássica (assim como na lógica intuicionística e na maioria das lógicas), de uma contradição segue-se qualquer sentença. Esse aspecto curioso, conhecido como o princípio de explosão ou ex contradictione sequitur quodlibe (em latim, “de uma contradição, tudo é possível”) pode ser expressada formalmente como:
| 1 | {\displaystyle P\land \neg P} | Premissa              | Premissa |
| 2 | {\displaystyle P}             | Eliminação Conjuntiva | de 1     |
| 3 | {\displaystyle P\lor A}       | Enfraquecimento       | de 2     |
| 4 | {\displaystyle \neg P}        | Eliminação Conjuntiva | de 1     |
| 5 | {\displaystyle A}             | Silogismo Disjuntivo  | de 3 e 4 |

que significa: se P e sua negação ¬P são assumidas como verdadeiras, então P é assumida como verdade, seguindo-se que pelo menos uma das afirmações P e alguma outra afirmação (arbitrária) A é verdadeira. Contudo, se sabemos que ou P ou A é verdadeira, e também que P não é verdadeira (que ¬P é verdadeiro), podemos concluir que A, que poderia ser qualquer coisa, é verdadeira. Assim se uma teoria contém uma única inconsistência, é trivial, ou seja, tem toda sentença como um teorema. A característica ou definição característica da lógica paraconsistente é que ela rejeita o princípio da explosão. Como resultado, a lógica paraconsistente, diferentemente da lógica clássica e outras lógicas, pode ser usada para formalizar teorias inconsistentes mas não triviais.

## Lógica paraconsistente e lógica clássica
Lógicas paraconsistente são propositalmente mais fracas que a lógica clássica: isto é, elas resolvem poucas inferências proposicionais válidas. O ponto é que uma lógica paraconsistente nunca pode ser uma extensão proposicional da lógica clássica: isto é, validar proposicionalmente tudo que a lógica clássica valida. Em certo sentido, então, a lógica paraconsistente é mais conservadora ou mais cautelosa que a lógica clássica. Devido ao seu conservadorismo, as linguagens paraconsistentes podem ser melhor expressas do que as de contrapartidas clássicas incluindo a hierarquia da metalinguagem devido a Alfred Tarski et al.
De acordo com Solomon Feferman[1984]: “...a linguagem natural abunda em expressões direta ou indiretamente autorreferenciais, embora aparentemente inofensivas — todas as quais são excluídas do arcabouço tarskiano.” Essa limitação expressiva pode ser superada na lógica paraconsistente.

## Motivação
A motivação primordial para a lógica paraconsistente é a convicção de que deve ser possível raciocinar com informações inconsistentes de modo controlado e discriminador. O princípio da explosão deixa de prever isso, e então deve ser abandonado. Em uma lógica não paraconsistente, existe uma teoria inconsistente: A teoria trivial que tem toda sentença como um teorema. Uma lógica paraconsistente faz o impossível ser distinguido entre teorias inconsistentes e o raciocínio com elas.
Pesquisas em lógica paraconsistente também levam para o estabelecimento da escola filosófica de dialetismo (mais notavelmente defendida por Graham Priest), qual afirma que verdadeiras contradições existem na realidade, por exemplo um grupo de pessoas fixadas em visões opostas de vários problemas morais. Sendo um dialetismo racionalmente uma pratica de alguma forma da lógica paraconsistente, no esforço do outro abrangente modo trivialista, i.e aceitando todas as contradições (e equivalentemente todas as afirmações) como verdadeiras. Contudo, o estudo da paraconsistência lógica, não necessariamente ocasiona um ponto de vista dialetista. Por exemplo, ninguém precisa empenhar-se para uma existência de teorias verdadeiras ou contradições verdadeiras, mas preferivelmente um padrão mais fraco com adequamento empírico, como proposto por Bas Van Fraassen.

## Filosofia
Na lógica clássica, as três leis de Aristóteles, nomeadas, a exclusão do meio (p or ¬p), não contradição ¬(p ∧ ¬p) e identificada (p iff p), são consideradas as mesmas, devido a inter definição dos conectivos. Além disso, tradicionalmente contraditórios (a presença de contradições na teoria ou em parte do conhecimento) e trivialidade (o fato que tal teoria ocasiona todas as possíveis consequências) são assumidas inseparáveis, concedida que a negação está disponível. Essas visões podem ser filosoficamente desafiadoras, precisamente na área que eles falham em distingui entre contradição e outras formas de inconsistência.
De outro forma, é possível derivar trivialidade do “conflito” entre consistência e contradições, uma vez essas noções tem sido propriamente distinguidas. A mesma noção de consistência e inconsistência podem ser demais internalizadas em volta do nível de objeto da linguagem.

## Relação de compromisso
Paraconsistência envolve uma relação de compromisso. Em particular, abandonando o princípio da explosão requer que abandone pelo menos um dos três princípios intuitivos que seguem:
| Introdução da Disjunção | {\displaystyle A\vdash A\lor B}                                      |
| Silogismo Disjuntivo    | {\displaystyle A\lor B,\neg A\vdash B}                               |
| Transitividade          | {\displaystyle \Gamma \vdash A;A\vdash B\Rightarrow \Gamma \vdash B} |

Entretanto cada um desses princípios tem sido desafiadores, a abordagem mais popular entre os lógicos é rejeitar a disjunção do silogismo. Se um é um dialetista, isso faz total sentido que o silogismo disjuntivo deverá falhar. A ideia por trás do silogismo é que, se ¬ A, então A é excluído, então o único modo A ∨ B poderia ser verdadeiro seria se B fosse verdadeiro. Contudo, se A e ¬A podem ser ambos verdadeiro ao mesmo tempo, então esse pensamento fracassa.
Outra abordagem é rejeitar a introdução da disjunção mas manter o silogismo disjuntivo e a transitividade. A disjunção (A ∨ B) é definida como ¬(¬A ∧ ¬B). Nesta abordagem todas as regras da  dedução natural se mantêm, exceto para provar por contradição e introdução disjuntiva. Além disso {\displaystyle A\vdash B} não significa necessariamente que {\displaystyle \vdash A\Rightarrow B,} que é também a diferença da dedução natural[7]. Também, a seguinte propriedade normal de Boolean se mantêm: Terceiro excluído e ( por conjunção e disjunção) associativa, comutativa, distributiva, lei de De Morgan e idempotência. Além disso, por definição a implicação (A → B) como ¬(A ∧ ¬B), existe um Teorema da dedução de ida e volta permitindo implicações serem facilmente provadas. Carl Hewitt favoreceu essa abordagem, reivindicando que ter as propriedades usuais de Booleanas, dedução natural, e teorema da dedução são grandes vantagens em engenharia de software.
Mesmo assim outra abordagem faz os dois simultaneamente. Em muitos sistemas de lógica relevante, como os de lógica linear, existem duas conexões disjuntivas separadas. Um permite introdução a disjunção, e um permite o silogismo disjuntivo. Claro, isso tem suas desvantagens ocasionadas por conectivos disjuntos separados incluindo confusão entre eles e a complexidade em relacioná-los. Os três princípios abaixo, quanto tomados juntos, também ocasionam explosão, então pelo menos um deve ser ignorado:
| Redução ao Absurdo          | {\displaystyle A\to (B\wedge \neg B)\vdash \neg A} |
| Regra do Enfraquecimento    | {\displaystyle A\vdash B\to A}                     |
| Dupla eliminação da negação | {\displaystyle \neg \neg A\vdash A}                |

Ambos redução ao absurdo e a regra do enfraquecimento tem sido desafiadas a esse respeito, mas sem muito sucesso. Eliminação da negação dupla é desafiada, mas por razões não relacionadas. Por removê-lo sozinho, enquanto os outros dois devem se manter capaz de provar toda proposição negativa da sua contradição.

## Exemplo
Um bem conhecido sistema de lógica paraconsistente é o simples sistema conhecido como LP (“paradoxo lógico”), primeiramente proposto pelo lógico argentino F. G. Asenjo, em 1966, e depois popularizado por  Priest  e outros.
Um modo de apresentar a sistemática para LP é substituir a usual valoração funcional por uma  relacional. A relação binária {\displaystyle V} relaciona uma fórmula a um valor verdade: {\displaystyle V(A,1)} significa que {\displaystyle A} é verdadeiro, e {\displaystyle V(A,0)} significa {\displaystyle A} é falso. Uma fórmula deve ser associada a pelo menos um valor verdade, mas não é requerido que seja associado a no máximo um valor verdade. A cláusula da semântica para negação e disjunção são dados a seguir:
- {\displaystyle V(\neg A,1)\Leftrightarrow V(A,0)}
- {\displaystyle V(\neg A,0)\Leftrightarrow V(A,1)}
- {\displaystyle V(A\lor B,1)\Leftrightarrow V(A,1)\ or\ V(B,1)}
- {\displaystyle V(A\lor B,0)\Leftrightarrow V(A,0)\ and\ V(B,0)}

(Os outros conectivos lógicos são definidos em termos da negação e da disjunção usual)
Ou,  colocando o mesmo ponto menos simbolicamente:
- não A é verdadeiro se e somente se A é falso
- não A é falso se e somente se A é verdadeiro
- A ou B é verdadeiro se e somente se A é verdadeiro ou B verdadeiro
- A ou B é falso se e somente se A é falso e B é falso

(Semântica) consequência lógica é então definida como preservação da verdade.
{\displaystyle \Gamma \vDash A} if and only if {\displaystyle A} é verdade quando todo elemento de {\displaystyle \Gamma } é verdadeiro.
Agora considere a valoração {\displaystyle V} tal que {\displaystyle V(A,1)} e {\displaystyle V(A,0)} mas não é o caso que {\displaystyle V(B,1)} é fácil checar que o valor constitui um  contraexemplo para ambos, explosão e silogismo disjuntivo. Contudo, é também um contraexemplo ao modus ponens pelo material condicional de LP. Por esta razão, proponentes de LP usualmente defendem a expansão do sistema que inclui um conectivo condicional mais forte que não é definível em termos da negação e disjunção.
Como se pode verificar, LP preserva a maioria das outras inferências padrões que alguém poderia esperar ser válida, como a Lei de De Morgan e a usuais regras de introdução e eliminação para negação, conjunção, e disjunção. Surpreendentemente, a verdade lógica (ou  tautologia) de LP são precisamente aquelas da lógica clássica proposicional. (LP e a lógica clássica diferem nas inferências que consideram válidas.) Liberando o requerimento de que toda formula é verdadeira ou falsa produz uma lógica paraconsistente mais fraca comummente chamada de FDE (“First-Degree Entailment” ou em português “Primeiro  grau de vinculo”). Diferentemente de LP, FDE não contém verdade lógica.
Deve ser enfatizada que LP  é uma das muitas lógicas paraconsistentes propostas. é apresentada aqui meramente como ilustração do funcionamento da lógica paraconsistente.

## Relações com outras lógicas
Um importante tipo de lógica paraconsistente é relevância lógica. Uma lógica é relevante se ela satisfaz as seguintes condições:
```
Se 
A
 → 
B' é um teorema, então 
A
 e 
B
 dividem uma constante não lógica.
```

Segue que a relevância lógica não pode ter (p ∧ ¬p) → q como um teorema, e assim (em suposições racionais) não podem validar a inferência de (p, ¬p) para q.
Lógica Paraconsistente tem um significado importante que sobrepõe com muitos valores lógicos; Contudo, nem toda lógica paraconsistente são multi valoradas (e, claro, nem toda lógica multi-valorada é paraconsistente). Lógica Dialéticas, que são também multi-valoradas, são paraconsistentes, mas o oposto não é verdade.
Lógica Intuicionista permite que A ∨ ¬A não é equivalente a verdadeiro, enquanto lógica paraconsistente permite que A ∧ ¬A não seja equivalente ao valor verdade falso. Assim, parece natural considerar lógica paraconsistente como a “dupla” da lógica intuicionista. Contudo, lógica intuicionista é um sistema lógico especifico onde lógica paraconsistente engloba uma grande classe de sistemas. De acordo, portanto, a noção dualística de paraconsistência é chamada de paracompletude, e a noção “dualística” da lógica intuicionista (uma especifica lógica paracompleta) é um sistema paraconsistente especifico chamado anti intuicionístico lógico (as vezes referenciado como Lógica Brasileira, devido a razões históricas). A dualidade entre dois sistemas é melhor vista dentro do cálculo de sequentes. Enquanto a lógica intuicionista o sequente
{\displaystyle \vdash A\lor \neg A}
Não é derivável, na dualística intuicionista lógica
{\displaystyle A\land \neg A\vdash }
Não é derivável. Similarmente, na lógica intuicionista é sequente
{\displaystyle \neg \neg A\vdash A}
Não é derivável, enquanto na dualística intuicionista lógica
{\displaystyle A\vdash \neg \neg A}
Não é derivável. Dualística intuicionista lógica contém uma conectividade conhecida como pseudo-diferença da qual é a dualidade da implicação intuicionista. Muito vagamente, A # B podem ser lidos como “A mas não B”. Contudo, # não é uma  função verdade; similarmente, a implicação intuicionística do operador não pode ser tratado como "¬ (A ∧ ¬B)”. Dualidade intuicionística lógica também tem um recurso básico conectivo ⊤ do qual o intuicionismo  ⊥: negação pode ser definida como ¬A = (⊤ # A).
Uma descrição completa de dualidade entre paraconsistência e lógica intuicionista, incluindo uma explicação em que por que dual intuicionismo e lógica paraconsistente não coincidem, pode ser encontrado em Brunner e Camielli (2005)

## Aplicações
Lógica Paraconsistente tem sido aplicada como significados inconsistentes em inúmeros domínios, incluindo.
- Mensuração de Software. Na tomada de decisão em área de prestação de serviços utiliza-se a Lógica Paraconsistente para escolha de fornecedores que utilizam contagem em ponto de função na mensuração do sistenas.[17]
- Seis Sigma. Na busca do feedback mais preciso dentro das condições de cultura organizacional pode-se utilizar a Lógica Paraconsistente para mostrar um odelo de avaliação do clima organizacional.[18]
- Semântica. Lógica Paraconsistente tem sido proposta como significado de prover uma simples e intuitiva consideração formal da verdade que não cedem a paradoxos como O mentiroso. Contudo, tais sistemas devem evitar Paradoxo de Curry, no qual é muito mais difícil como não envolve essencialmente a negação.
- Teoria dos conjuntos e as fundações da matemática (veja matemática paraconsistente). Alguns acreditam[quem?]que lógica paraconsistente tem ramificações importantes em respeito ao significado do Paradoxo de Russel e Teorema da incompletude de Godel[dubious - discuss].
- Epistemologia e  crença revisada. Lógica Paraconsistente tem sido proposta como meios de raciocinar com e revisando teorias inconsistentes de sistemas de crença.
- Gerenciamento de conhecimento e Inteligência artificial. Alguns cientistas da computação tem utilizado lógica paraconsistente como um significado de copia gracioso com informações inconsistentes.[19]
- Lógica deôntica e matemática. Lógica paraconsistente tem sido proposta como meio de lidar com ética e outros conflitos normativos.
- Engenharia de Software. Lógica paraconsistente tem sido proposta como meios de lidar com inconsistências pervasivas entre a documentação, casos de uso e códigos de grandes sistemas de software.[7][8]
- Eletrônica. Projeta rotineiramente uso de um lógica de quatro valores, com “alta impedância (z)” e “don’t care (x)” atuando em papeis similares para “Não sei” e “Ambos verdadeiro e falso” respectivamente, adicionalmente a verdadeiro e falso. Essa lógica foi desenvolvida independentemente da Lógica filosófica.
- Inteligência Artificial. A estrutura matemática e regras da Lógica Paraconsistente foram propostas como função de ativação de Neurônio artificial para a construção de Rede neural artificial com aplicações em [[ aproximação de funções, Identificação de sistemas e Teoria de controle com sucesso.[20][21]
- Sistema Especialista. O algoritmo Para-analisador baseado na lógica paraconsistente anotada de 2 valores (LPA2v), também chamada de lógica paraconsistente anotada evidencial (PAL Et), derivada da lógica paraconsistente, tem sido utilizado em sistemas para tomada de decisão, como para diagnóstico médico[22].
- Filtro Digital. Algoritmo Filtro LPA2v, utilizando célula neural artificial paraconsistente de aprerndizagem por extração da contradição (CNAPLctx) na composição de rede de análise paraconsistente, baseado nas equações da LPA2V, pode ser empregado como estimador, extrator de média e na filtragem de sinais para aplicações em automação industrial e robótica[22][23][24].
- Extrator de Contradição. Algoritmo recorrente baseado nas equações da LPA2v tem sido utilizado para extração de contradições em conjunto de dados estatísticos[22].

## Críticas
Alguns filósofos tem argumentado contra o dialetismo na base contra-intuitiva de desistir dos três princípios que superam qualquer contra-intuitivismo que o principio da explosão pode ter.
Outros, tal como David Lewis, tem objetivado a lógica paraconsistente na base que simplesmente impossível para afirmações e suas negações sendo juntamente verdadeiras. Um objeto relatado é que “negação” em lógica paraconsistente não é realmente negação; é meramente um subcontrário formando operadores.

## Alternativas
Existe abordagens que permitem a resolução da inconsistência de crenças sem a violação de qualquer dos princípios intuitivos lógicos. Na maioria os sistemas usam lógica multi-valorada com Inferência Bayesiana e Teoria de Dempster-Shafer, permitindo que nenhuma crença não tautológica é completamente (100%) irrefutável por que deve ser baseada sobre a incompletude, abstraída, interpretada, provavelmente não confirmada, e possivelmente conhecimento incorreto (claro, está mesma suposição, se não tautológica, ocasiona sua própria refutabilidade, se por “refutável” queremos dizer “não completamente [100%] irrefutável”).
Estes sistemas efetivamente desistem de muitos princípios lógicos na pratica sem rejeitá-los na teoria.

## Figuras notáveis
Figuras notáveis na história e/ou desenvolvimento moderno da lógica paraconsistente inclui:
- Alan Ross Anderson (EUA, 1925–1973), um dos fundadores da relevância lógica, um tipo de lógica paraconsistente.
- F. G. Asenjo (Argentina)
- Diderik Batens (Bélgica)
- Nuel Belnap (EUA, 1930)  trabalhou com Anderson em relevância lógica.
- Jean-Yves Béziau (França/Suíça, 1965) escreveu extensivamente sobre as diversas estruturas características e fundamentos filosóficos da lógica paraconsistente.
- Ross Brady (Austrália)
- Bryson Brown (Canadá)
- Walter Carnielli (Brasil). O desenvolvedor da possível tradução da semântica, uma nova semântica que torna a lógica paraconsistente aplicável ao entendimento filosófico.
- Newton da Costa (Brasil, 1929-2024). Um dos primeiros a desenvolver sistemas formais da lógica paraconsistente.
- Itala M. L. D'Ottaviano (Brasil)
- J. Michael Dunn (USA), importante figura em relevância lógica.
- Stanisław Jaśkowski (Poland), um dos primeiros a desenvolver sistemas formais da lógica paraconsistente.
- R. E. Jennings (Canadá)
- David Kellogg Lewis (EUA, 1941–2001) articulou críticas da lógica paraconsistente.
- Jan Łukasiewicz (Polônia, 1878–1956)
- Robert K. Meyer (USA/Austrália)
- Chris Mortensen (Austrália) escreveu extensivamente sobre matemática paraconsistente.
- Lorenzo Peña (Espanha, 1944) desenvolveu uma linha original da lógica paraconsistente, o gradualismo lógico (também conhecido como  lógica transitiva, TL) aparentada com a lógica Fuzzy.
- Val Plumwood [formerly Routley] (Austrália, 1939), frequente colaborador de Sylvan.
- Graham Priest (Austrália), talvez o mais proeminente advogado da lógica paraconsistente na atualidade.
- Francisco Miró Quesada (Peru) criou o termo lógica paraconsistente.
- B. H. Slater (Austrália), articulador crítico da lógica paraconsistente.
- Richard Sylvan [formerly Routley] (Nova Zelandia/Austrália, 1935–1996), figura importante na relevância lógica e frequente colaborador de Plumwood e Priest.
- Nicolai A. Vasiliev (Rússia, 1880–1940), o primeiro a construir uma lógica tolerante à contradição, em 1910.